# Olga Antón
Olga Antón Escudero (Zamora, 14 de marzo de 1963-Zamora, 30 de diciembre de 2013) es una escultora española.

## Biografía
Olga Antón Escudero nació en Zamora. Comenzó su formación artística en la Escuela Superior de Arte y Diseño de esta ciudad. En 1985 se trasladó a Barcelona, donde estudió Artes Aplicadas en la Escuela de Artes aplicadas Llotja (1985-1987). Esta escuela la seleccionó para la exposición Jóvenes artistas de Cataluña que se celebró en Frankfurt en febrero de 1987. Su primera exposición individual se lleva a cabo en el Centro de Cultura Contemporánea de Barcelona en 1988. En 1989 participó en la exposición Encuentro de las artes en pequeño formato organizada por la Generalidad de Cataluña, y en 1990 realizó una exposición individual de tapices en Zamora.
Se licenció en Bellas Artes en la Universidad de Barcelona en 1993 y realizó los cursos del doctorado Escultura y mestizaje cultural en el Departamento de escultura de la facultad de Bellas Artes de Barcelona. En 1994 participó en la Segunda Trobada Internacional d'escultors de Calaf recibiendo un segundo premio por su obra Mirada a través. En 1995 presentó la obra Complementarias en la exposición colectiva Patrim 95, que es comprada por la Universidad catalana. Trabaja y vive en Barcelona hasta que en 2004 se traslada a Madrid.
En Madrid fundó junto con Carmen Isasi y Mariano Gallego Seisdedos la asociación cultural Tres en Suma. Desde esta asociación realizó exposiciones en su casa-estudio y en las del resto de miembros de la asociación. Se exponen sus obras y las de otras y otros artistas, junto con otras manifestaciones artísticas: música, poesía, performances,...
En 2010 regresó a Zamora con la idea de crear allí una Ciudad de las Artes. La idea inicial de la artista era instalarla en la antigua cárcel. Ese año participó por primera vez en la exposición colectiva Ellas crean organizada por el Ministerio de Cultura de España y la asociación Tres en Suma en el marco de las actividades del Día Internacional de la Mujer. Esta participación se repetirá en 2011. Entre agosto y octubre de 2011 expuso junto a Mariano Gallego Seisdedos MemoriaS en el IV Festival Internacional de las Artes de Arenas de San Pedro (Ávila)  y en los meses de septiembre y octubre en la colectiva de Tres en Suma en la Galería Casa Roja de Garachico (Santa Cruz de Tenerife). En marzo de 2012 expuso la muestra Escultura sobre pared en la Galería Atelier de Artistas de Lisboa. En noviembre y diciembre de ese mismo año se lleva a cabo la muestra Pensamiento y Piel en el Centro Cultural La Marina de Zamora.
En 2012, ya enferma, compró un casa-nave en Litos, población situada a 59 Km de Zamora,  en donde pensaba organizar un Centro de Arte. La idea original fue retomada a su muerte por su hermana y amigas y amigos, quienes fundaron AlacOA , Asociación Litense de Arte Contemporáneo Olga Antón.
Murió el 30 de diciembre de 2013 en Zamora. Después de su muerte la obra de Olga Antón ha sido expuesta en varias ocasiones:      
- Marzo de 2014: Con-Sentidas, en los Espacios de Arte Tres en Suma.[22][23]
- Marzo-abril de 2014: Homenaje a Olga Antón, en los Espacios de Arte Tres en Suma.[24][25][26]
- Julio de 2014: exposición antológica dedicada a su obra en el Hotel  Bodega y Spa Valbusenda en Peleagonzalo, Zamora.[27]
- Marzo de 2015: Escultura con nombre de mujer, en el Centro Cultural Palacio de la Alhóndiga de Zamora.[28][29][30]
- Junio-septiembre de 2016: ArtePalacio en el Antiguo Palacio de la Diputación Provincial de Zamora.[31]
- Del 16 de noviembre de 2018 al 24 de febrero de 2019: OLGA ANTÓN. Soy lo que pienso y lo que siento en el Museo de Zamora.[32]

## Estilo artístico
La producción artística de Olga Antón Escudero se enmarca dentro del arte conceptual, siendo el concepto, la idea lo importante. En sus obras aparece todo tipo de objetos y materiales: vidrio, hierro, pan de oro, tijeras, zapatos de bebé, cordones de cuero,...
“Mi obra es una representación mimética de mis emociones y mis vivencias, sobre todo de lo que pienso” 

## Obra
La obra de Olga Antón Escudero se encuentra en la Diputación Provincial de Zamora, la facultad de medicina de la Universidad de Barcelona (Complementarias 1995) en la plaza de los Árboles de Calaf (Mirada a través 1994) y en varias colecciones privadas.
Obras más relevantes:
- Mirando me miro. 1995
- Siempre hay una puerta abierta. 2000
- Pensamientos. 2000
- ...y no existe. 2008
- ...a ninguna parte. 2009
- Toda una vida. 2009
- Autorretrato. 2009
- Donde habita la memoria. 2011
- Los ojos de la ignorancia. 2012
- Confrontación pactada. 2012